# Philippe Blain
Philippe Georges Antoine Blain (ur. 20 maja 1960 w Montpellier) – francuski siatkarz, reprezentant Francji, następnie trener.

## Życie prywatne
Jego dziadek, Antoine był międzynarodowym graczem rugby. Jego ojciec, Jean również był zawodnikiem rugby oraz później siatkarzem. Następnie został prezesem klubu siatkarskiego Montpellier UC.

## Kariera sportowa
Grał na pozycji przyjmującego. W kadrze narodowej w latach 1980–1991, rozegrał ponad 340 meczów.
Wraz z reprezentacją Francji jako siatkarz zdobył brązowy medal Mistrzostw Europy w 1987, a także wystąpił na Mistrzostwach Świata rozgrywanych w Paryżu w 1986, podczas których wybrano go najbardziej wartościowym (MVP) zawodnikiem turnieju.
Przez 2 lata był trenerem włoskiego zespołu Alpitour Cuneo, w latach 1994–2000 francuskiego AS Cannes VB, a w sezonie 2000–2001 Arago de Sète.
W latach 2001–2012 był trenerem reprezentacji Francji, z którą zdobył brązowy medal Mistrzostw Świata w 2002, srebrny medal Mistrzostw Europy w 2003, srebrny medal podczas turnieju Ligi Światowej w 2006, a także srebrny medal Mistrzostw Europy w 2009. W 2012 zrezygnował z prowadzenia reprezentacji Francji. W 2013 funkcję selekcjonera reprezentacji Polski objął Stéphane Antiga. Blain został jego asystentem. W dniu 21 września 2014 roku jako drugi trener reprezentacji Polski w piłce siatkowej zdobył złoty medal na Mistrzostwach Świata.
29 marca 2016 roku został trenerem PGE Skry Bełchatów, którą prowadził do 2017 roku.
W 2017 roku objął stanowisko asystenta w reprezentacji Japonii mężczyzn. Funkcję tę pełnił do 2021, gdy został trenerem kadry.
Od sezonu 2024/2025 poprowadzi południowokoreański klub Hyundai Capital Skywalkers.

## Sukcesy

### Jako zawodnik
Mistrzostwa Europy:
- 1987
- 1985

Puchar CEV:
- 1988

#### Nagrody indywidualne
- 1986: MVP Mistrzostw Świata[5]
- 1987: MVP Mistrzostw Europy

### Jako trener
| Osiągnięcie                      | Trofeum/Miejsce                  | Rok                   |
| Puchar Francji                   | złoto                            | 1995, 1998            |
| Liga francuska                   | złoto · srebro                   | 1995 1996, 1997, 1998 |
| Puchar Europy Zdobywców Pucharów | złoto                            | 1999                  |
| Mistrzostwa Świata               | 6. miejsce 11. miejsce           | 2002 2006 2010        |
| Mistrzostwa Europy               | 7. miejsce 9. miejsce            | 2003, 2009 2005 2007  |
| Puchar Świata                    | 5. miejsce                       | 2003                  |
| Igrzyska Olimpijskie             | 9.–10. miejsce                   | 2004                  |
| Liga Światowa                    | 6. miejsce 8. miejsce 9. miejsce | 2006 2007 2008 2009   |
| Liga polska                      | srebro · brąz                    | 2017 2016             |
| Liga Narodów                     | srebro · brąz                    | 2024 2023             |
| Mistrzostwa Azji                 | złoto                            | 2023                  |
| Mistrzostwo Korei Południowej    | złoto                            | 2025                  |

## Odznaczenia
- Złoty Krzyż Zasługi - 23 października 2014[9]
- 10 grudnia 2014 roku otrzymał z rąk Ambasadora Republiki Francuskiej w RP Pierre Buhlera Złoty medal za zasługi dla Sportu i Młodzieży (Médaille d'or de la jeunesse, des sports et de l’engagement associatif)[10][11], będący najwyższym francuskim odznaczeniem sportowym.